# Till Trenkel
Till Trenkel (* 1977 in Berlin) ist ein deutscher Schauspieler und Musiker.

## Leben
Till Trenkel steht seit 2003 für Film- und Fernsehproduktionen vor der Kamera. Für das Kino drehte er u. a. mit Felicitas Korn, Granz Henman und Irene von Alberti.
Für das Fernsehen arbeitete er u. a. mit Bodo Fürneisen, Sophie Allet-Coche und Thomas Jauch. Er hatte verschiedene Episodenrollen in den TV-Serien SOKO Leipzig, KDD – Kriminaldauerdienst und Notruf Hafenkante. In der 11. Staffel der ZDF-Serie SOKO Wismar (2014) übernahm Trenkel, an der Seite von Suzan Anbeh, eine der Episodenrollen als tatverdächtiger Mitinhaber einer Wismarer Galerie.
Außerdem wirkte er in Werbefilmen (ALDI – Italienische Wochen) und Musikvideos mit. 2015 war er Moderator des Online-Formats Till on Tour.
Trenkel ist Mitglied in der Hardrock-Band „Blutige Knie“ und trat als Schlagzeuger gemeinsam mit der Berliner Post-Punk-Band „Herr Blum“ auf. Er lebt in Berlin.

## Filmografie (Auswahl)
- 2004: SOKO Leipzig: Der Auftragsmord (Fernsehserie, eine Folge)
- 2004: Eine unter Tausend (Fernsehfilm)
- 2006: Auftauchen (Kinofilm)
- 2007: KDD – Kriminaldauerdienst: Auf schmalem Grat (Fernsehserie, eine Folge)
- 2007: Tatort: Dornröschens Rache (Fernsehreihe)
- 2007: Kein Bund für’s Leben (Kinofilm)
- 2007: Wie angelt man sich seine Chefin (Fernsehfilm)
- 2008: Notruf Hafenkante: Spätfolgen (Fernsehserie, eine Folge)
- 2008: Tangerine (Kinofilm)
- 2009: Crashpoint – 90 Minuten bis zum Absturz (Fernsehfilm)
- 2014: SOKO Wismar: Den Tod vor Augen (Fernsehserie, eine Folge)
- 2019: Eichwald, MdB: Unersetzlich (Fernsehserie, eine Folge)